# 丁璫
丁璫是金庸小說《俠客行》裡頭的人物。
一度誤以為石破天為石中玉並與之拜堂成親，後來真相揭發後誘騙石破天再次頂替被父母押往凌霄城領罪的石中玉。